# Tiro deportivo adaptado
El tiro deportivo adaptado es un deporte derivado del tiro deportivo, practicado por personas con discapacidad física y visual. Está regulado por el Comité Paralímpico Internacional. Forma parte del programa paralímpico desde los Juegos de Toronto 1976.